# Annelis Schreiber
 Annelis Schreiber (* 22. April 1927 in Ulm; † 19. November 2010) war eine deutsche Botanikerin, Mykologin und Autorin, die an der Botanischen Staatssammlung München beschäftigt war. Beachtenswert ist ihre Forschung über Pflanzen von Süd-West Afrika sowie ihre Arbeit mit Gustav Hegi und Karl Heinz Rechinger an dem Standardwerk: Illustrierte Flora von Mittel-Europa. Dieses Werk in deutscher Sprache versucht den gesamten Bestand der mitteleuropäischen Pflanzenwelt darzustellen. Schreiber beschrieb über 20 Arten.
Ihr offizielles botanisches Autorenkürzel lautet A.Schreib.